# Viviane Méry
Pour les articles homonymes, voir Méry.
Viviane Méry est une actrice française.

## Filmographie
- 1954 : Tabor de Georges Péclet
- 1954 : Les Lettres de mon moulin de Marcel Pagnol : la marquise
- 1955 : Le Printemps, l'automne et l'amour de Gilles Grangier : la marchande de journaux
- 1956 : Honoré de Marseille de Maurice Regamey
- 1957 : Le Cas du docteur Laurent de Jean-Paul Le Chanois
- 1957 : Le Chômeur de Clochemerle de Jean Boyer
- 1958 : Les Tripes au soleil de Claude Bernard-Aubert
- 1958 : La Môme aux boutons de Georges Lautner
- 1959 : Guinguette de Jean Delannoy
- 1959 : Le Travail c'est la liberté de Louis Grospierre
- 1960 : Au cœur de la ville de Pierre Gautherin
- 1960 : Bouche cousue de Jean Boyer
- 1961 : Les lâches vivent d'espoir de Claude Bernard-Aubert : la mère de Françoise
- 1961 : Dynamite Jack de Jean Bastia : Jeanne
- 1962 : L'assassin est dans l'annuaire de Léo Joannon
- 1963 : Le Voyage à Biarritz de Gilles Grangier
- 1963 : Trois de perdues de Gabriel Axel
- 1964 : L'Abonné de la ligne U de Yannick Andreï
- 1965 : Quand passent les faisans d'Édouard Molinaro
- 1965 : Le Gendarme à New York de Jean Girault
- 1965 : 22, avenue de la Victoire (mini-série) : Mme Nusse